# Liste der russischen Gesandten in Preußen

## Gesandte
1706: Aufnahme diplomatischer Beziehungen.
| Ernannt (akkreditiert) | Name                                                  | Anmerkungen                                                       | Botschaftsposten verlassen |
| ---------------------- | ----------------------------------------------------- | ----------------------------------------------------------------- | -------------------------- |
| 1706                   | Albrecht von der Lieth (1659–1718)                    |                                                                   | 1711                       |
| 1711                   | Alexander Gawrilowitsch Golowkin (1689–1760)          |                                                                   | 1727                       |
| 1731                   | Karl Gustav von Löwenwolde (–1735)                    |                                                                   | 1733                       |
| 1745                   | Karl von Sievers                                      | am Dresdner Hof von Friedrich August II. von Sachsen akkreditiert |                            |
| 1745                   | Hermann Carl von Keyserlingk (1696–1764)              |                                                                   | 1749                       |
| 1789                   | Maximilian von Alopaeus (1748–1821)                   | am preußischen Hof akkreditiert                                   | 1795                       |
| 1800                   | Burckhard Alexius Constantin von Krüdener (1746–1802) | Botschafter von Zar Paul I. am preußischen Hof                    | 1801                       |
| 1802                   | Maximilian von Alopaeus (1748–1821)                   |                                                                   | 1806                       |
| 1807                   | Gustav Ernst von Stackelberg                          | am preußischen Hof akkreditiert                                   | 1809                       |
| 1809                   | Christoph von Lieven (1770–1839)                      |                                                                   | 1812                       |
| 1813                   | David Maximowitsch Alopaeus (1769–1831)               |                                                                   | 1831                       |
| 1831                   | Alexandre de Ribeaupierre (1783–1865)                 |                                                                   | 1839                       |
| 1839                   | Peter von Meyendorff (1796–1863)                      |                                                                   | 1851                       |
| 1851                   | Andreas Feodorowitsch von Budberg (1817–1881)         |                                                                   | 1856                       |
| 1857                   | Philipp von Brunnow (1797–1875)                       |                                                                   | 1858                       |
| 1858                   | Andreas Feodorowitsch von Budberg (1817–1881)         |                                                                   | 1862                       |
| 1863                   | Paul von Oubril (1818–1896)                           | am preußischen Hof, 1868 beim Norddeutschen Bund akkreditiert     | 1880                       |

Ab 1871: Botschafter im Deutschen Reich.